# Haglund-Syndrom

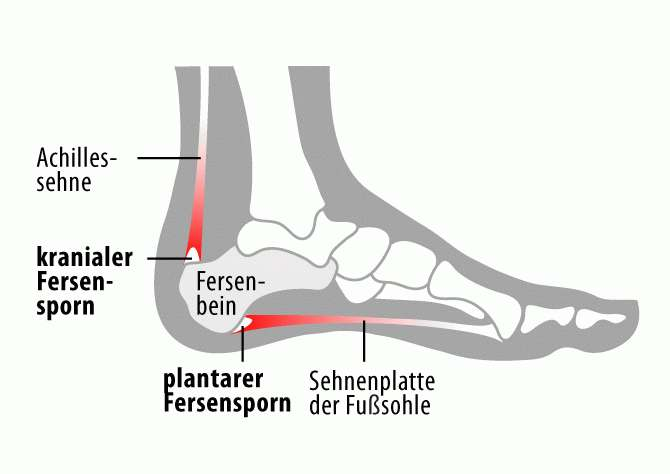
Unterscheidung von kranialem (oberem) Fersensporn (Haglund-Syndrom) und plantarem (unterem) Fersensporn.

Das Haglund-Syndrom bezeichnet einen Fersenschmerz und ist nach dem schwedischen Orthopäden Patrik Haglund benannt. Dabei gibt es aber zwei unterschiedliche Krankheitsbilder mit diesem Namen, die oftmals vermischt werden, aber grundsätzlich unterschiedlich sind:
- Der Morbus Sever-Haglund ist eine alternative Bezeichnung für den Fersenschmerz bei Kindern, der durch eine Verknöcherungsstörung an der Fersen-Apophyse im Wachstumsalter ausgelöst wird.
- Die Haglund-Exostose ist eine knöcherne Ausziehung oder Verbreiterung am hinteren oberen Fersenbeineck im Bereich des Achillessehnen-Ansatzes, die bei Erwachsenen Schmerzen verursachen kann.

## Morbus Sever-Haglund bei Kindern
Die Verknöcherungsstörung der Fersenbein-Apophyse kann nur beim Kind auftreten und entsteht durch zu starken Zug der kräftigen Achillessehne an der noch relativ weichen Apophyse im wachsenden Knochen. Die Fersenbeinapophyse kann durch die noch offenen Wachstumsfuge nicht direkt intraossär mit Blut versorgt werden, und auch die extraossäre Blutversorgung ist an der Ferse kritisch. Dazu kommt mit zunehmendem Wachstum ein zunehmender Hebelarm, der die einwirkende Kraft der Wadenmuskulatur weiter steigert.
Typischerweise tritt der Fersenschmerz bei Kindern zwischen 11 und 13 Jahren auf, die sehr hohe Lauf- und Sprungleistungen erbringen, z. B. beim Fußball, Basketball oder Leichtathletik. Jungen sind häufiger betroffen. Der Morbus Haglund kann beidseits auftreten, findet sich meist aber zunächst am dominanten Fuß. Bei starken Schmerzen muss das Kind den Sport aufgeben, teilweise hinkt es.

### Diagnose
Die Diagnose kann klinisch durch den typischen Druckschmerz an der Apophyse von dorsal und plantar gestellt werden, oft findet sich auch ein Schmerz an der Gegenseite. Häufiger ist die Achillessehne verkürzt. Ein Fersengang (Hackengang) ist an der schmerzhaften Seite meist nicht möglich, manchmal kann das Kind auf der betroffenen Seite auch nicht auf einem Bein hüpfen, während aber die Achillessehne mitsamt Sehnenansatz schmerzfrei ist.
Eine seitliche Röntgenaufnahme der Ferse zeigt oft eine Auflösung der Apophyse, die mehrere fleckförmige Kondensierungsinseln aufweist. Dies betrifft oftmals aber auch die nicht schmerzhafte Gegenseite und findet sich auch bei Kindern ohne Schmerzen (wenn Röntgenaufnahmen z. B. nach einem Unfall durchgeführt werden), so dass Röntgenaufnahmen nicht sensitiv und damit nicht hilfreich sind.
In der Abgrenzung müssen traumatische Verletzungen, die aber im Kindesalter sehr selten sind und einen entsprechenden Unfallmechanismus benötigen, ausgeschlossen werden, ebenso zeigen sich gelegentlich benigne Calcaneuszysten auf Röntgenaufnahmen, die aber in der Regel nicht symptomatisch werden Sehnenprobleme kommen bei Kindern unter 14 Jahren quasi nicht vor, ebenso ein vorderer Fersensporn.

### Therapie
Sind die Schmerzen zu stark, muss zunächst eine Sportpause erfolgen, nur sehr selten ist eine Entlastung z. B. an zwei Unterarmgehstützen notwendig. Extrem selten ist eine vorübergehende Ruhigstellung im Unterschenkel-Gipsverband notwendig. Nach einer mehrwöchigen Sportpause muss der Wiedereinstieg langsam aufbauend erfolgen, unter anfänglicher Vermeidung von zu intensivem Sprungtraining.
Lokale nichtsteroidale Entzündungshemmer wie Diclofenac können als Salbe oder Patch von hinten aufgetragen hilfreich sein, bei starken Schmerzen nach sportlicher Belastung auch als orale gewichtsadaptierte Medikation, z. B. Ibuprofen.
Da oftmals auch Schmerzen unter der Ferse bestehen, ist es sinnvoll, entweder Fersenkeile (beidseits) zu verordnen oder Schuhe zu empfehlen, die eine besonders weiche und dicke Sohle haben, und dadurch die Belastungsspitze beim Fersenauftritt abdämpfen. Einlagen sind nicht hilfreich (wenn keine andere Fußfehlstellung vorliegt). Physiotherapie mit Dehnungsübungen für die Achillessehne kann sinnvoll sein, wenn sie verkürzt ist. Andere Verfahren haben beim Morbus Haglund keinen Stellenwert. Chirurgische Verfahren hätten zudem das hohe Risiko, die Wachstumsfuge zu verletzen.
Der Morbus Haglund ist selbst-limitierend und verschwindet ohne Langzeitfolgen, sobald die Wachstumsfuge geschlossen und der Knochen stabil genug sind, was (ohne Wachstumsstörung) mit spätestens vierzehn Jahren der Fall ist. Bis dahin kann es nach der akuten Phase aber wiederkehrend zu Schmerzen unterschiedlichen Ausmaßes kommen, die in seltenen Fällen eine ein- bis anderthalbjährige Sportpause erzwingen. Oftmals kann das Kind aber lernen, die Belastungsgrenzen einzuschätzen, und dann zu pausieren, bevor erneut zu starke Schmerzen auftreten.

## Haglund-Exostose bei Erwachsenen
Bei diesem Fersenschmerz sind ausschließlich Erwachsene betroffen und der Schmerz befindet sich hinten an der Ferse und im Bereich des Achillessehnen-Ansatzes, jedoch nicht unter der Ferse (wohingegen eine Plantarfasziitis als vorderer Fersenschmerz auftreten kann).
Da das Fersenbein an seiner hinteren oberen Ecke eine Knochennase oder Ausziehung bildet, wird die Haglund-Exostose oft auch als hinterer Fersensporn bezeichnet.
Allerdings hat Patrik Haglund in seiner ursprünglichen Beschreibung eine Knochennase (Exostose) vor (ventral) der Achillessehne beschrieben, die zu einem Konflikt mit der Achillessehne und einer Achillessehnenentzündung führen kann, während inzwischen oft auch eine hintere Ausziehung oder kantige Ausbildung der oberen hinteren Fersenbeinecke als Haglund-Exostose bezeichnet werden kann, die mit dem Schuhwerk in Konflikt treten kann und eine Schleimbeutelentzündung (Bursitis achillea) provozieren kann.

### Diagnose
Die Diagnose kann nach dem entsprechenden Untersuchungsbefund mit lokalisierten Schmerzen und Schmerzen bei Zug auf der Achillessehne (der der „vorderen“ Exostose) durch eine seitliche Röntgenaufnahme des Fersenbeins bestätigt werden. Bei einer Bursitis oder Tendinitis kann eine Ultraschalluntersuchung unterstützend sinnvoll sein, auch in der Kernspintomographie ist beides gut sichtbar.

### Therapie
Bei der Bursitis ist vor allem die Druckentlastung durch Veränderung oder Austausch des Schuhwerks sinnvoll. Eine Möglichkeit sind Schuhe ohne Hinterkante (Kappe), aber auch knöchelhohe Schuhe können sinnvoll sein, wenn sie zur Druckentlastung etwas anders konstruiert sind als Halbschuhe, deren Kante oftmals stört.
Bei einer Tendinitis durch den Fersensporn kann zunächst eine konservative Therapie wie bei der Achillessehnenentzündung hilfreich sein, einschließlich Physiotherapie v. a. mit Dehnungsübungen der Achillessehne, entlastenden Einlagen, niedrig dosierte, analgetische Strahlentherapie, Stoßwellentherapie, lokale oder orale nichtsteroidale Entzündungshemmer und eine Cortisoninfiltration.
Als weitere Möglichkeit bietet sich die operative Abtragung der Exostose an, allerdings kann auch das entstehende Narbengewebe druckempfindlich sein. 